# Hopea reticulata
Hopea reticulata är en tvåhjärtbladig växtart som beskrevs av Tardieu. Hopea reticulata ingår i släktet Hopea och familjen Dipterocarpaceae. Inga underarter finns listade i Catalogue of Life.